# Toast à l'avocat
 (août 2021).
Un toast à l'avocat est un type de tartine composé d'un toast et d'un avocat écrasé, et généralement du sel, du poivre noir et parfois du jus d'agrumes. Les ingrédients supplémentaires potentiels qui rehaussent la saveur sont l'huile d'olive, le houmous, les flocons de piment rouge, la feta, la dukkah, la tomate et de nombreuses autres garnitures.
Le toast à l'avocat est devenu une tendance alimentaire des années 2010. Il figure sur les menus des cafés depuis au moins les années 1990. Après l'élévation du toast à l'avocat au rang de tendance, le fait de commander un toast à l'avocat dans un café a été critiqué comme un symbole de dépenses frivoles.

## Histoire

### Origines

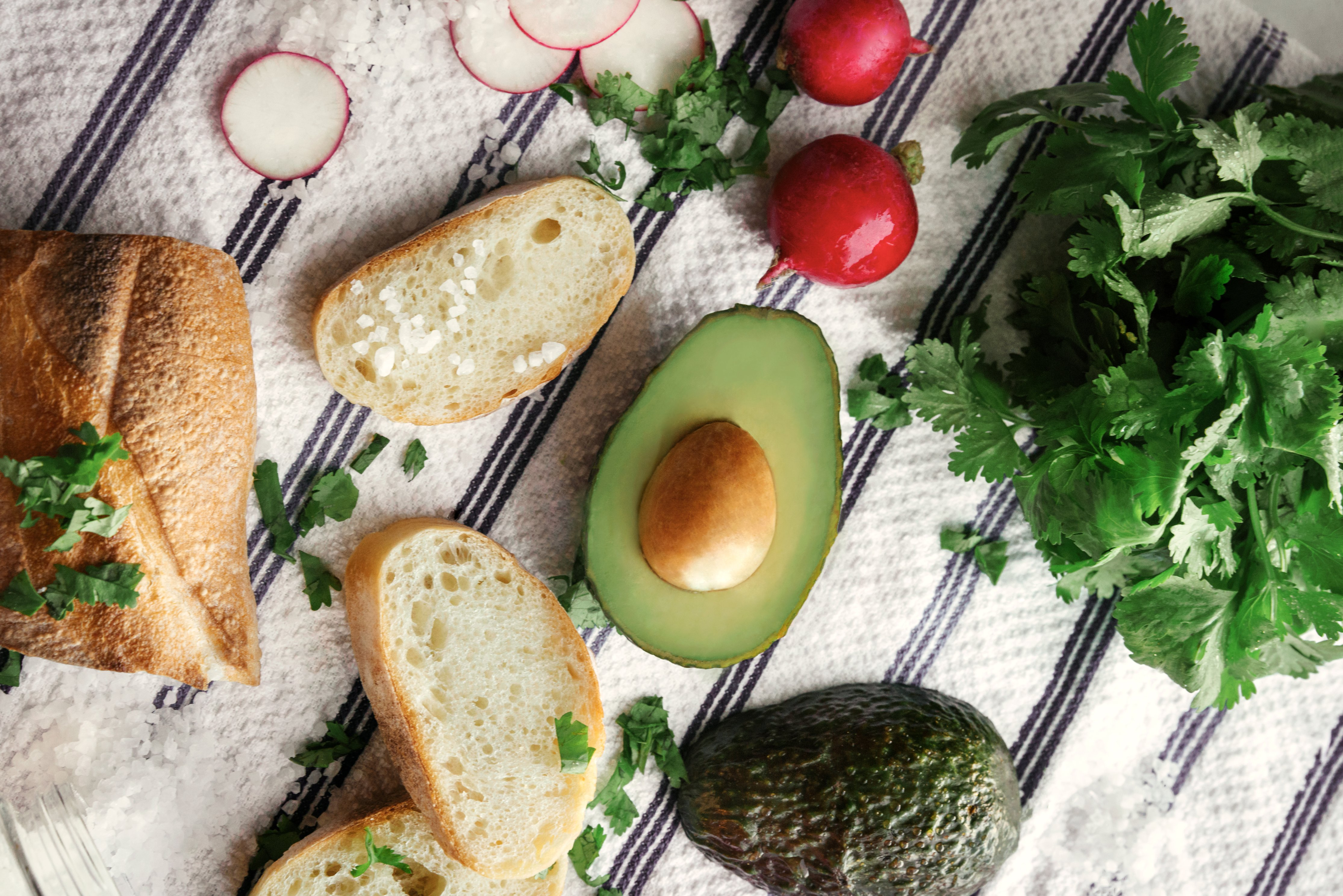
Ingrédients pour un toast à l'avocat.

L'avocat est un fruit indigène des Amériques, probablement originaire du centre du Mexique. Les arbres et les fruits ont été cultivés par les civilisations précolombiennes du sud du Mexique central pendant près de 9 000 ans,. Ainsi, l'avocat en tranches ou en purée est consommé sur une sorte de pain, de pain plat ou de tortilla (souvent chauffé ou grillé) depuis que les humains ont commencé à consommer des avocats, et avant toute histoire documentée ou écrite. Dans certains pays d'Amérique, les toasts à l'avocat au petit déjeuner sont tellement courants qu'il n'existe aucune documentation, et il n'y avait aucune raison de documenter (comme dans une recette) une tartinade aussi simple et basique sur des toasts,.
La consommation d'avocats sur du pain ou des toasts a été rapportée dans diverses sources à partir de la fin du XIXe siècle. Dans la région de la baie de San Francisco, les gens mangent des toasts à l'avocat depuis au moins 1885,. En 1915, la California Avocado Association décrit un « service de petits toasts carré à l'avocat comme hors d'œuvre ». Dans un article publié dans le New Yorker le 1er mai 1937, intitulé Avocado, or the Future of Eating, le protagoniste mange « une tartine à l'avocat sur du blé entier et un rickey au citron vert ». En 1962, un article du New York Times a présenté une façon « particulière » de servir l'avocat comme garniture d'une tartine grillée. Selon le Washington Post, le chef Bill Granger aurait été la première personne à mettre des toasts à l'avocat au menu d'un café moderne en 1993, bien que ce plat soit attesté à Brisbane dès 1929. En 1999, Nigel Slater a publié une recette de bruschetta à l'avocat dans le Guardian. La journaliste et rédactrice Lauren Oyler a attribué au Cafe Gitane le mérite d'avoir introduit le plat aux États-Unis sous sa forme « Instagrammable », alors qu'il se développait en tant que tendance alimentaire. Chloe Osborne, la chef consultante du Cafe Gitane à Manhattan, qui a mis le pain grillé à l'avocat au menu, l'a elle-même essayé pour la première fois dans le Queensland, en Australie, au milieu des années 1970.

### Époque contemporaine
Jayne Orenstein du Washington Post rapporte que « le toast à l'avocat en est venu à définir ce qui fait les tendances alimentaires de cette décennie : il est sain et pourtant légèrement indulgent. Il peut être rendu végétalien et sans gluten ». On attribue à Gwyneth Paltrow la popularisation des toasts à l'avocat. Avec les médias sociaux, la popularisation de l'aliment a augmenté et après le livre de Paltrow, les blogueurs alimentaires ont recréé le plat et la marchandise étant créée[pas clair]. Le magazine Bon Appétit a publié une recette de Your New Avocado Toast dans son numéro de janvier 2015. Il s'est ensuivi une transformation de Meryl Streep en toast aux fruits sur la page Instagram @tasteofstreep.
Certains auteurs affirment que « sa popularité chevauche le mouvement de vie propre ». La mode aurait fait augmenter le prix des avocats,.
La popularité et la demande d'avocats ont exercé une pression sans précédent sur l'environnement, entraînant une réaction de certains cafés soucieux de l'environnement qui ont désormais retiré les toasts à l'avocat de leurs menus,.

## Variantes
Parmi les variantes, citons les toasts à l'avocat sur des patates douces, les toasts à l'avocat et au Vegemite, les toasts français à l'avocat et au parmesan, les toasts à l'avocat avec des œufs à la coque, les toasts à l'avocat et aux haricots cuits au four et les toasts à l'avocat et à la feta sur du pain de seigle grillé. Une autre variante courante est le toast avec des avocats écrasés, des œufs à la coque et d'autres garnitures, souvent de la sauce piquante.